# Zoink
Zoink, officiellement Zoink AB, est un studio de développement de jeux vidéo indépendant suédois basé à Göteborg. 

## Histoire
Zoink est fondé en 2001 par Klaus Lyngeled, ex-développeur chez Shiny Entertainment.
Lors de l'E3 2016, Electronic Arts annonce qu'un des jeux du studio, Fe, inaugurera le nouveau programme EA Originals, dont l'objectif est de soutenir et de promouvoir des jeux indépendants.
En décembre 2017, Zoink s'unit à Image & Form, un autre studio suédois, pour former Thunderful. Les deux studios prévoient d'emménager dans de nouveaux locaux communs dans le courant de l'année,.

## Liste des jeux
| Année | Titre                        | Plateforme(s)                                                                                              |
| ----- | ---------------------------- | --- |
| 2010  | The Kore Gang                | Wii |
| 2010  | WeeWaa                       | Wii |
| 2010  | Billions: Save them All!     | Facebook                                                                                                   |
| 2012  | Reality Fighters Dojo!       | Android, iOS                                                                                               |
| 2012  | Fair Place                   | Navigateur                                                                                                 |
| 2012  | EnergyMix                    | Android, iOS                                                                                               |
| 2012  | WeeWaa: Rock On!             | Android, iOS                                                                                               |
| 2013  | Adventure Time: Rock Bandits | Android, iOS                                                                                               |
| 2013  | Swing King                   | Android, iOS                                                                                               |
| 2013  | PlayStation All-Stars Island | Android, iOS                                                                                               |
| 2013  | Stick It to the Man!         | Microsoft Windows, macOS, PlayStation 3, PlayStation Vita, PlayStation 4, Xbox One, Wii U, Nintendo Switch |
| 2015  | Zombie Vikings               | Microsoft Windows, PlayStation 4, Xbox One                                                                 |
| 2016  | Zombie Vikings: Stab-a-thon  | Microsoft Windows                                                                                          |
| 2018  | Fe                           | Microsoft Windows, Nintendo Switch, PlayStation 4, Xbox One                                                |
| 2018  | Flipping Death               | Nintendo Switch                                                                                            |
| 2019  | Ghost Giant                  | PlayStation VR                                                                                             |
| 2021  | Lost in Random               | Microsoft Windows, PlayStation 5, PlayStation 4, Xbox Series, Xbox One, Nintendo Switch                    |